# José María Soro Bergua
José María Soro Bergua   (Catalunya, 1936) va ser un jugador de bàsquet i entrenador català.
Mesurava 1,87 metres d'alçada. Els seus primers contactes amb el basquetbol foren al col·legi La Salle i a l'Hispano Francès, on entrenava en solitari. Recomanat per Miquel Carreras ingressà en el Centre Catòlic de Sants en categoria juvenil. L'any següent fitxà pel CE Laietà a segona divisió del campionat català. També jugà un any al Picadero JC i un altre al FC Barcelona. La temporada 1956-57 fitxà pel CB Orillo Verde, club amb el que disputà la primera lliga espanyola. En total jugà cinc temporades al club de Sabadell, i a continuació retornà al Picadero, on jugà sis temporades i fou campió de Copa el 1964.
Va ser dos cops internacional amb la selecció espanyola de bàsquet l'any 1958 contra les seleccions de Bulgària i França. El seu treball a la companyia Transmediterranea li impedí disputar més partits internacionals.
Un cop retirat fou entrenador a CB Ripollet, CB Hospitalet i CN Sabadell.